# Стивен Гулд
Стивен Гулд (енгл. Steven Gould; Форт Хуахука, 7. фебруар 1955) је амерички писац.

## Биографија
Рођен је у Аризони 1955. године. Почео је са кратким причама из области научне фантастике и убрзо био номинован за најпрестижније награде из области научнофантастичних прича (Hugo, Nebula). Награду Hugo је добио 1985. за најбољу СФ причу. Његов најпознатији роман Скакач налазио се на листи натраженијих књига у Сједињеним Америчким Државама у периоду од 1990. до 1999. године.
Наставак Скакача под називом Рефлекс објавио је 2005. године. Бави се и сценаријима за филм.
Живи са супругом Џ. Миксон, која је такође СФ писац и кћеркама у Њу Мексику.